# Bernard Simondi
Bernard Simondi (Tolone, 28 luglio 1953) è un allenatore di calcio, dirigente sportivo ed ex calciatore francese, di ruolo difensore.

## Palmarès

### Allenatore

#### Competizioni internazionali
- Champions League araba: 1

ES Sétif: 2007-2008